# Carabina três posições

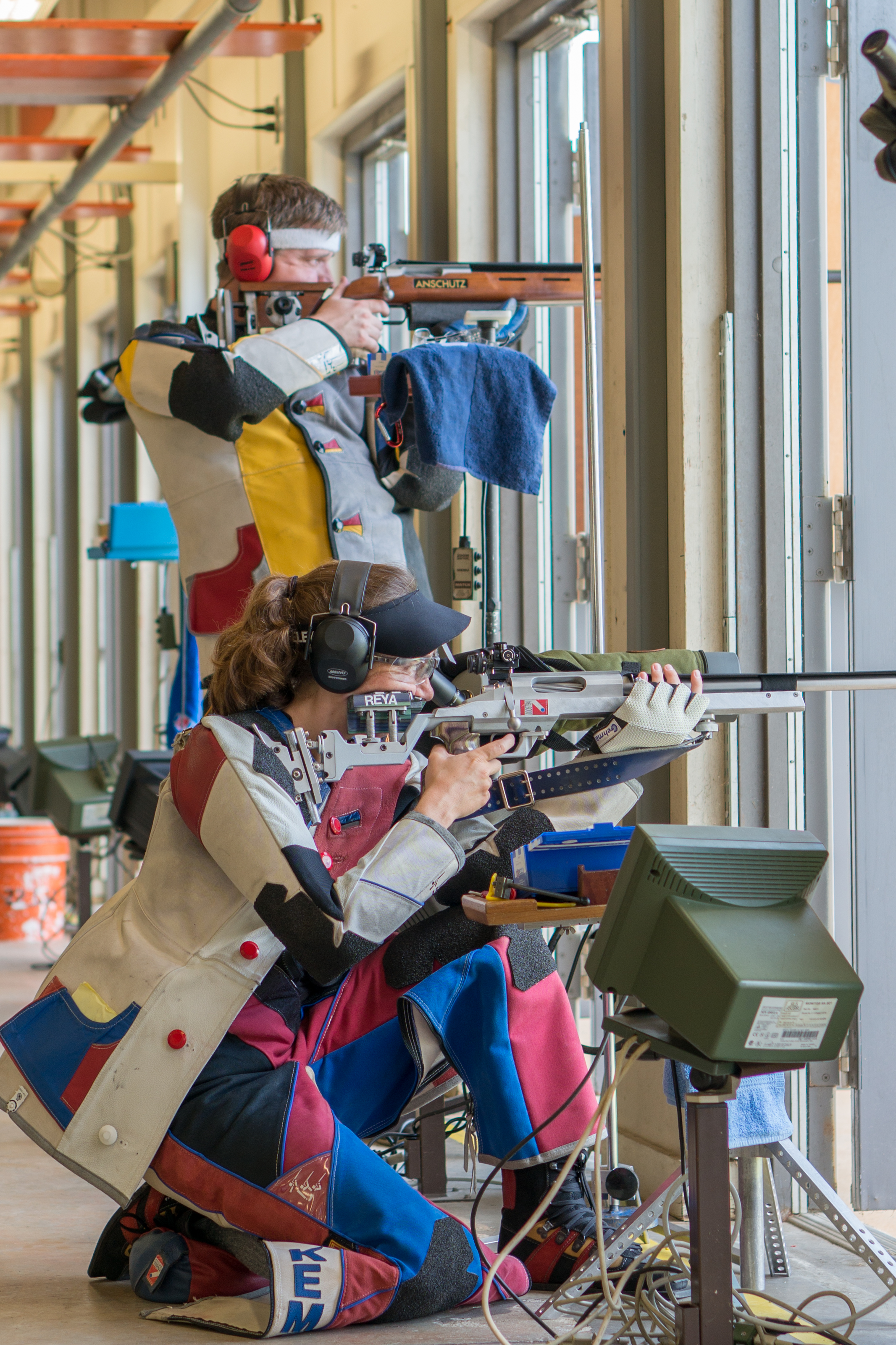
Atiradores de 300m em duas posições

Carabina três posições é uma prova olímpica de tiro desportivo, disputada por ambos os sexos. A prova consiste acertar tiros em um alvo, com o atirador posicionado em diferentes posições, sendo de 40 tiros deitado, 40 tiros em pé e 40 tiros de joelhos.